# D’Amico Bottecchia/Saison 2016
Dieser Artikel listet Erfolge und Fahrer des Radsportteams D’Amico Bottecchia in der Saison 2016 auf.

## Erfolge in der UCI Europe Tour
Bei den Rennen der UCI Europe Tour im Jahr 2016 gelangen dem Team nachstehende Erfolge.
| Datum       | Rennen                        | Kat. | Fahrer             |
| ----------- | ----------------------------- | ---- | ------------------ |
| 9.–12. Juni | Gesamtwertung Ronde de l’Oise | 2.2  | Antonio Parrinello |
| 14. August  | Puchar Uzdrowisk Karpackich   | 1.2  | Antonio Parrinello |

## Abgänge – Zugänge
| Zugänge           | Team 2015          | Abgänge           | Team 2016                  |
| ----------------- | ------------------ | ----------------- | -------------------------- |
| Fabio Chinello    | Unieuro Wilier     | Silvio Groni      | Unbekannt                  |
| Giuseppe Correale | Neoprofi           | Eduardo Estrada   | EPM-UNE-Área Metropolitana |
| Daniel Gines      | Neoprofi           | Thomas Capocchi   | Unbekannt                  |
| Gabriele Campello | Neoprofi           | Gabriele Campello | Unbekannt                  |
| Pietro di Genova  | Neoprofi           | Adriano Brogi     | Unbekannt                  |
| Nicola Genovese   | Neoprofi           | Nicola Poletti    | Unbekannt                  |
| Marco Tizza       | Team Idea 2010 ASD | Gianluca Mengardo | Unbekannt                  |
| Igli Kuci         | Neoprofi           | Stefano Tonin     | Unbekannt                  |
| Luis Mora         | Neoprofi           |                   |                            |
| Adria Guerrero    | Neoprofi           |                   |                            |

## Mannschaft
| Teamkader 2016          | Teamkader 2016     | Teamkader 2016 | Teamkader 2016                      |
| Name                    | Geburtsdatum       | Land           | Vorheriges Team                     |
| ----------------------- | ------------------ | -------------- | ----------------------------------- |
| Francesco Baldi         | 14. Februar 1996   | Italien        |                                     |
| Giorgio Bocchiola       | 22. Januar 1989    | Italien        |                                     |
| Fabio Chinello          | 2. Februar 1989    | Italien        |                                     |
| Paolo Ciavatta          | 6. November 1984   | Italien        | Acqua & Sapone (2012)               |
| Giuseppe Correale       | 27. Januar 1997    | Italien        |                                     |
| Pietro Di Genova        | 15. September 1997 | Italien        |                                     |
| Nicola Genovese         | 29. September 1993 | Italien        |                                     |
| Daniel Ginés            | 26. Januar 1994    | Spanien        |                                     |
| Adrià Guerrero          | 5. November 1995   | Spanien        |                                     |
| Igli Kuci               | 26. Oktober 1994   | Albanien       |                                     |
| Davide Leone            | 10. August 1996    | Italien        |                                     |
| Luis Mora               | 23. November 1994  | Venezuela      |                                     |
| Nikaj Iltjan            | 23. März 1995      | Albanien       |                                     |
| Antonio Parrinello      | 2. Oktober 1988    | Italien        | Androni Giocattoli-Venezuela (2014) |
| Marco Tizza             | 6. Februar 1992    | Italien        |                                     |
| Fabio Tommassini        | 18. September 1990 | Italien        |                                     |
|                         |                    |                |                                     |
| Quelle: ProCyclingStats |                    |                |                                     |

Anmerkung: Francesco Baldi
Anmerkung: Giorgio Bocchiola